# Banderes de les Forces Armades dels Estats Units

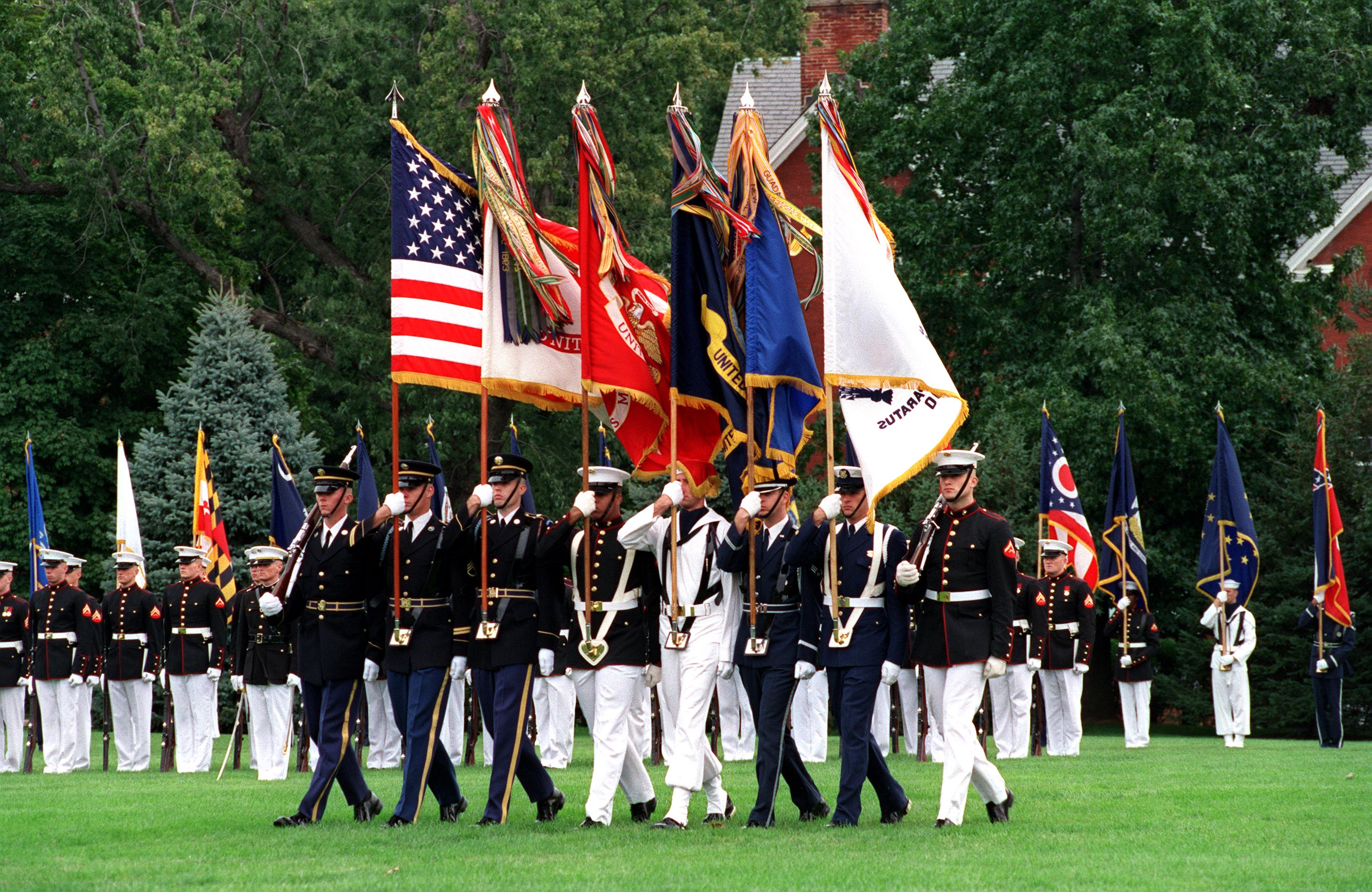
La Guàrdia de Color del Servei Conjunt dels EUA en una desfilada a Fort Myer, Virgínia, l'octubre de 2001. Aquesta guàrdia de color conjunta mostra els colors organitzatius de cada branca (d'esquerra a dreta): Nacional, Exèrcit dels EUA, Cos de Marines dels EUA, Marina dels EUA, Força Aèria dels EUA i la Guàrdia Costanera dels EUA.

Les diverses branques de les Forces Armades dels Estats Units estan representades per banderes. Dins de l'exèrcit dels Estats Units d'Amèrica, diverses banderes onegen en diverses ocasions i en diversos vaixells, bases, campaments i acadèmies militars.
En general, l'ordre de precedència (d'esquerra a dreta) de quan es mostren les banderes juntes en un context militar és la bandera nacional dels EUA (també coneguda com a "colors" o "national colors"), seguida de les banderes de l'Exèrcit dels EUA, Cos de Marines dels EUA, Marina dels EUA, Força Aèria dels EUA, Força Espacial dels EUA i Guàrdia Costera dels EUA. Si la Guàrdia Costanera dels EUA es transfereix al Departament de la Marina, la bandera de la Guàrdia Costanera dels EUA precedeix la bandera de la Força Aèria dels EUA.

## Banderes de servei
- Bandera de l'exèrcit dels EUA
- Bandera de la Guàrdia Costanera dels Estats Units d'Amèrica
- Bandera del Cos de Marines dels Estats Units d'Amèrica
- Bandera de la Marina dels Estats Units d'Amèrica
- Bandera de les forces Aèries dels Estats Units d'Amèrica
- Bandera de la Força Espacial dels Estats Units d'America

## Banderes marítimes
Als Estats Units s'han utilitzat moltes banderes marítimes .
Tots els vaixells marítims i vaixells de guerra navals pertanyents als Estats Units (amb algunes excepcions, com els vaixells de la Guàrdia Costera dels Estats Units) enarboren l'ensenya dels Estats Units, que és idèntica a la bandera nacional dels Estats Units (encara que originalment era un disseny similar a la bandera de la Gran Unió ). Tots els vaixells dels EUA documentats i tots els vaixells dels EUA en aigües internacionals o estrangeres, han de mostrar aquesta bandera entre les 08:00 i la posta de sol. En canvi, els vaixells de la Guàrdia Costanera dels EUA mostren una bandera única com a demostració de la seva autoritat per aturar, pujar, buscar i dur a terme detencions i confiscacions a bord de vaixells sotmesos a la jurisdicció dels Estats Units. Històricament, la bandera que es mostra ha canviat a mesura que ha canviat la bandera dels Estats Units. Similarment, els vaixells de la Marina Continental van onegar moltes variants a causa d'un estándar ambigu establert pel Congrés Continental, la disposició de les estrelles i el patró de les ratlles es deixava a les interpretacions del comandant.
Els vaixells de la Marina dels Estats Units, la Guàrdia Costanera, el Comandament de Transport Marítim Militar i l'Administració Nacional Oceànica i Atmosfèrica mostren la bandera de proa dels Estats Units des de l'asta de la bandera. Originalment es mostrava la First Navy Jack, la primera bandera maritima dels EUA, amb un disseny que contenia les tretze franges vermelles i blanques; mentre que alguns sostenien que s'hi va sobreposar una serp de cascavell descargolada i el lema " No em trepitgis", que recordaba a la bandera de Gadsden. Més tard es va canviar a un cantó blau amb estrelles blanques, la "Union Jack", que es va actualitzar a mesura que cada estat entrava a la Unió. No obstant això, tots els vaixells de guerra van ser encarregats de fer volar la First Navy Jack, incloent la serp de cascavell i el lema en disputa, des de la durada de la Guerra contra el Terrorisme el 2002. El 21 de febrer de 2019, el cap d'operacions navals va ordenar que els vaixells de guerra de l'Armada dels EUA tornessin a volar el jack dels EUA a partir del 4 de juny de 2019.
Un Gallardet es fa volar des del màstil, representant la posada en servei del capità del vaixell (i, per tant, del mateix vaixell). A més, es pot portar un gallardet de l'Església durant els serveis religiosos. Aquesta banderola, de color blanc amb una creu blava (o taules blaves i l'Estrella de David per als serveis jueus ), és l'única bandera autoritzada per onar sobre l'ensenya nacional, i només quan està al mar. A més, els vaixells hospitals mostren la Creu Roja.
Els vaixells i les unitats a terra també poden fer volar grímpoles amb distincions d'unitats. Les banderes també es poden utilitzar per a la senyalització.

## Banderes personals
Els oficials amb certes oficines o allotjaments, així com tots els generals i almiralls, tenen una bandera personal assignada per representar la seva autoritat i/o comandament, per la qual cosa sovint se'ls coneix com " oficials de bandera ". A terra, les banderes solen mostrar-se a l'oficina del propietari o aixecades en un asta secundaria a prop dels colors de la unitat, mentre que si l'oficial embarcava, s'enfilen a bord del vaixell segons el rang. L'aspecte consisteix en un nombre d'estrelles igual a la insígnia de grau de l'oficial, els colors determinats pel servei: vermell amb estrelles blanques per a l'exèrcit i el cos de marines, blau amb estrelles blanques per als comandants navals i la Força Aèria. Certs oficials de l'estat major i de no línia tenen colors únics: blanc amb estrelles blaves per als almiralls no comandants de la Marina, mentre que els capellans de l'exèrcit i els generals mèdics utilitzen fons eclesiàstic porpra i granat, respectivament.
Es donen banderes úniques al president (a causa de la seva posició com a cap de comandant ), vicepresident, secretari de Defensa, subsecretari de Defensa, i asistent de subsecretaris de Defensa, cadascun dels Secretaris dels Departaments Militars ( Secretari de l'Exèrcit, Secretari de la Marina, Secretari de la Força Aèria ), Subsecretaris dels Departaments Militars ( Secretari de l'Exèrcit, Subsecretari de la Marina, Subsecretari de la Força Aèria ), i els Secretaris Adjunts dels Departaments Militars (Secretari Adjunt de l'Exèrcit, Secretari Adjunt de la Marina, Secretari Adjunt de la Força Aèria), el President de l'Estat Major Conjunt, Vicepresident de l'Estat Major Conjunt i assessor sènior de l'estat major conjunt, i el cap dels serveis militars ( cap d'estat major de l'exèrcit, comandant del cos de marines, cap d'operacions navals, cap d'estat major de la força aèria, cap d'operacions espacials, i Comandant de la Guàrdia Costanera ). Un almirall, un comodor en funcions o un commodor de comboi a bord d'un vaixell, cadascun pot enarbolar una bandera del seu vaixell insígnia.
A més, l'Armada mostrarà la bandera del secretari d'estat quan el secretari sigui embarcat com a representant dels Estats Units. La resta del personal diplomàtic també reben una bandera consular quan s'embarca. La Guàrdia Costanera, que forma part del Departament de Seguretat Nacional, utilitzarà la bandera del secretari de la mateixa manera que la Marina utilitzarà la de secretari de defensa.
- Flag of the president of the United States
- Flag of the vice president of the United States

- Flag of the Secretary of Defense
- Flag of the Deputy Secretary of Defense
- Flag of a United States Under Secretary of Defense

- Flag of the Secretary of the Army
- Flag of the Secretary of the Navy
- Flag of the Secretary of the Air Force

- Flag of the Under Secretary of the Army
- Flag of the Under Secretary of the Navy
- Flag of the Under Secretary of the Air Force

- Flag of an Assistant Secretary of the Army
- Flag of the Assistant Secretary of the Navy
- Flag of the Assistant Secretary of the Air Force

- Flag of the Chairman of the Joint Chiefs of Staff
- Flag of the Vice Chairman of the Joint Chiefs of Staff

- Flag of the Chief of Staff of the Army
- Flag of the Commandant of the Marine Corps
- Flag of the
Chief of Naval Operations
- Flag of the Chief of Staff of the Air Force
- Flag of the Chief of Space Operations
- Flag of the Commandant of the Coast Guard
- Flag of the Chief of the National Guard Bureau

- Flag of the Vice Chief of Staff of the Army
- Flag of the Vice Chief of Naval Operations
- Flag of the Vice Chief of Staff of the Air Force
- Flag of the Vice Chief of Space Operations
- Flag of the Vice Commandant of the United States Coast Guard
- Flag of the Vice Chief of the National Guard Bureau

- Flag of the Senior Enlisted Advisor to the Chairman of the Joint Chiefs of Staff
- Flag of the Sergeant Major of the Army
- Flag of the Chief Master Sergeant of the Air Force
- Flag of the Chief Master Sergeant of the Space Force

- Flag of the Supreme Allied Commander Europe

- Flag of the Chief of the United States Army Reserve
- Flag of the United States Army Surgeon General
- Flag of the Judge Advocate General of the United States Army
- Flag of the Chief of Engineers of the United States Army
- Flag of the Chief of Chaplains of the United States Army
- Flag of the United States Army Provost Marshal General
- Flag of the Inspector General of the United States Army

- Flag of a general of the Army
- Flag of a Navy fleet admiral
- Flag of a general of the Air Force

- Flag of an Army general
- Flag of a Marine Corps general
- Flag of a Navy admiral
- Flag of an Air Force general
- Flag of a Space Force general
- Flag of a Coast Guard admiral

- Flag of an Army lieutenant general
- Flag of a Marine Corps lieutenant general
- Flag of a Navy vice admiral
- Flag of a Air Force lieutenant general
- Flag of a Space Force lieutenant general
- Flag of a Coast Guard vice admiral

- Flag of an Army major general
- Flag of a Marine Corps major general
- Flag of a Navy rear admiral
- Flag of a Air Force major general
- Flag of a Space Force major general
- Flag of a Coast Guard rear admiral

- Flag of an Army brigadier general
- Flag of a Marine Corps brigadier general
- Flag of a Navy rear admiral (lower half)
- Flag of a Air Force brigadier general
- Flag of a Space Force brigadier general
- Flag of a Coast Guard rear admiral (lower half)

## Altres
Moltes altres banderes s'associen tradicionalment a l'exèrcit.

### Revolució americana
No havent fet un disseny oficial fins al 1777, nombroses banderes diferents van ser portades a la batalla per les forces nord-americanes. Fins i tot després, la vaga redacció de la Resolució de la bandera de 1777 va donar lloc a molts dissenys.
- Les banderes més utilitzades abans de 1777 era la Bandera de la Gran Unió, que s'assemblava molt a la bandera de la Companyia Britànica de les Índies Orientals.
- La bandera de Gadsden es va crear a partir d'una caricatura política, va ser vista per primera vegada portada a la batalla pels marines continentals.
- La llegenda diu que la bandera de Betsy Ross va ser la primera versió de la bandera nord-americana actual, està representada en obres d'art amb el general George Washington.
- També es diu que la versió de Francis Hopkinson és la primera bandera portada a la batalla per les tropes nord-americanes.
- L' ensenya <i id="mwAuY">Serapis</i> va ser volada des de l' HMS Serapis capturat a causa de la pèrdua de l'ensenya estàndard durant la batalla de Flamborough Head .
- La bandera de Cowpens va ser representada com la portada pel 3r Regiment de Maryland a la batalla de Cowpens (tot i que es va demostrar que la unitat no estava a Cowpens, el nom i el patró es van mantenir populars).
- Es considera comunament que la bandera de Bennington va ser portada per les tropes nord-americanes a la batalla de Bennington .
- La bandera de Guilford Courthouse va ser portada per la milícia de Carolina del Nord a la Batalla de Guilford Court House .
- Diverses versions de la bandera de Nova Anglaterra van ser portades per milícies de Nova Anglaterra, especialment assenyalades a la batalla de Bunker Hill.
- La bandera de Pine Tree va trobar un ús limitat com a mastl per als primers vaixells i vaixells navals.
- La bandera de Bedford va ser un dels primers estàndards de batalla de l'exèrcit nord-americà.
- La bandera de Brandywine va ser portada pel 7è Regiment de Pennsilvània a la batalla de Brandywine.
- El 2n regiment canadenc, que no era nord-americà, va portar la seva pròpia bandera a la batalla quan lluitava per l'exèrcit continental.
- La Guàrdia del Comandant en Cap portava una pancarta única mentre protegia el general Washington.
- La bandera dels Green Mountain Boys era el color de batalla dels Green Mountain Boys i la República de Vermont abans de la seva admissió a la Unió.

### Altres
- La bandera Star Spangled Banner o Great Garrison Flag va ser volada sobre Fort McHenry durant la batalla de Baltimore a la Guerra de 1812, inspirant a Francis Scott Key a escriure el poema " The Star-Spangled Banner ". Finalment es va convertir en l'himne nacional dels EUA.
- Una bandera que proclamava " <a href="https://en.wikipedia.org/wiki/Come_and_take_it" rel="mw:ExtLink" title="Come and take it" class="cx-link" data-linkid="368">Come and take it</a> <b>(</b>Vine i pren-la<b>)</b> ", en referència a un canó que l'exèrcit mexicà estava intentant apoderar, va ser fabricada pels texans a la batalla de Gonzales.
- La breu existència dels Estats Confederats d'Amèrica va donar lloc a la creació de diverses banderes utilitzades per l'Exèrcit i la Marina Confederats.
- La bandera de Fort Sumter va guanyar importància pel seu cantó únic i la seva baixada a la batalla de Fort Sumter.
- Old Glory va guanyar fama a la història del capità William Driver mantenint-lo a salvo de la captura confederada i finalment es va convertir en el sobrenom de la bandera dels Estats Units.
- La bandera de POW/MIA es va convertir en un símbol de preocupació pel personal militar presoner de guerra i desaparegut en acció .
- Els destinataris de la Medalla d'Honor també reben una bandera basada en el disseny de la cinta.
- La Guàrdia Nacional Aèria utilitza una bandera única a més de la bandera de la Força Aèria .
- La Guàrdia Costanera Auxiliar dels Estats Units utilitza una bandera basada en la bandera de la Guàrdia Costera dels Estats Units.
- La Patrulla Aèria Civil utilitza una bandera basada en la bandera de la Força Aèria .
- "Don't Give Up the Ship", paraules a la bandera de batalla d' Oliver Hazard Perry a bord del bergantí USS Niagara el 1813.
- El comandament espacial dels Estats Units utilitza una bandera única juntament amb les banderes de les banderes de servei.